# Rue Louis-Plana
La rue Louis-Plana est une voie de Toulouse, chef-lieu de la région Occitanie, dans le Midi de la France.

## Situation et accès

### Description
La rue Louis-Plana est une voie publique. Elle traverse les quartiers de Soupetard et de la Juncasse-Argoulets.
La chaussée compte une voie de circulation automobile dans chaque sens. Elle appartient à une zone 30 et la vitesse y est limitée à 30 km/h. Il n'existe pas d'aménagement cyclable.

### Voies rencontrées
La rue Louis-Plana rencontre les voies suivantes, dans l'ordre des numéros croissants (« g » indique que la rue se situe à gauche, « d » à droite) :
1. Avenue Jean-Chaubet
2. Rue Alexandre-Soumet (g)
3. Rue de la Solidarité (g)
4. Rue Charles-Garnier (g)
5. Impasse Raoul-Follereau (d)
6. Chemin de Pelleport (g)
7. Allée Léon-Bourgeois (d)
8. Impasse Miguel-Villabella (d)
9. Rue Robert-Surcouf (g)
10. Rue de la Fraternité (g)
11. Place Soupetard (d)
12. Rue de Soupetard (g)
13. Avenue de l'Hers (d)
14. Place Lounès-Matoub (d)
15. Avenue de la Juncasse (d)
16. Cité de la Juncasse (g)
17. Rue Dinetard (d)
18. Chemin de Hérédia (g)
19. Rue des Orangers (g)
20. Avenue Henri-Guillaumet (g)
21. Chemin Cassaing (d)
22. Rue Boileau (d)
23. Rue Arthur-Legoust (d)
24. Rue de Caumont (d)
25. Passage Louis-Plana (g)
26. Avenue Yves-Brunaud (g)
27. Avenue du Parc (d)

### Transports
La rue Louis-Plana est parcourue et desservie sur toute sa longueur par la ligne de bus 19. Au nord, sur la place de la Roseraie, se trouve également la station de métro du même nom, sur la ligne , ainsi que les arrêts du bus 36. Au sud, sur l'avenue Jean-Chaubet, se trouvent également les arrêts du bus 51.
Il existe plusieurs stations de vélos en libre-service VélôToulouse le long de la rue Louis-Plana ou des voies les plus proches : les stations no 178 (100 avenue Yves-Brunaud), no 179 (5 chemin Cassaing), no 180 (3 place de Soupetard), no 181 (27 rue Louis-Plana) et no 182 (155 avenue Jean-Chaubet).

## Odonymie

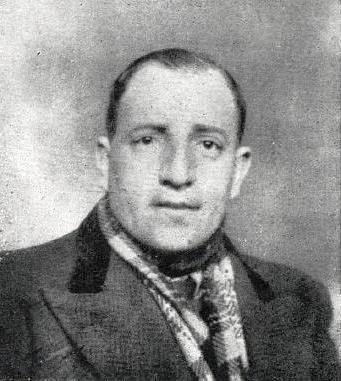
Portrait de Louis Plana (bibliothèque municipale, 1944).

La rue porte le nom de Louis Plana (1909-1945). Pendant la Seconde Guerre mondiale, il s'engage dans la Résistance et devient responsable du réseau de France au combat » et du groupe socialiste clandestin de la Juncasse. Il habite alors dans une maison du quartier (actuel no 6 rue Treich). Le 4 février 1944, comme une cinquantaine d'autres résistants, il est arrêté par la Gestapo dans l'imprimerie des frères Raoul et Henri Lion (actuel no 23 rue Croix-Baragnon). Il est déporté au camp de concentration de Mauthausen, où il meurt le 11 février 1945. Le 12 avril 1947, son nom est donné au chemin de Soupetard.

## Histoire
La cité-jardin de la Juncasse est réalisée entre 1928 et 1931 grâce à l'action de l'Office public d'habitations à bon marché (OPHBM) de Toulouse et de la municipalité socialiste d'Étienne Billières. Le projet est confié à l'architecte de la Ville, Jean Montariol. Elle occupe une parcelle de 28 000 m² à l'angle de la rue Louis-Plana et de l'avenue de l'Hers, et desservi par deux nouvelles voies, la rue de Balma (actuelle rue Mauriès) et l'avenue de la Juncasse. La cité comptait 86 logements, dont la plupart ont disparu. Les maisons qui bordaient la rue Louis-Plana ont été démolies en 2012.

## Patrimoine et lieux d'intérêt

### Établissements scolaires
- no  98 : lycée Stéphane-Hessel.
- no  110 : collège Jolimont.

- no  131-135 : groupe scolaire de la Juncasse. 
Le groupe scolaire de la Juncasse comprend une école maternelle et une école élémentaire. Il est construit entre 1932 et 1933 sur les plans de l'architecte de la ville, Jean Montariol. Il fait appel, pour le décor, au sculpteur Jean Druille et au peintre Édouard Bouillères. Les bâtiments s'élèvent en léger retrait par rapport à la rue. L'ensemble se compose de deux corps de bâtiments en rez-de-chaussée, réunis par un avant-corps sur un étage. Deux préaux disposés perpendiculairement permettaient de séparer l'école maternelle au sud, l'école de filles au centre, et l'école de garçons au nord. 
L'avant-corps central s'élève sur un étage. Dans la travée centrale, étroite, la porte est surmontée à l'étage d'un bas-relief en grès flammé représentant le blason de la ville de Toulouse et d'une fenêtre. Les deux travées latérales à gauche et à droite, également étroite sont également percées de hautes fenêtres étroites segmentaires. À l'étage, elles sont mises en valeur par des balcons, soutenus de consoles, et dont les garde-corps en fer forgé ont des motifs de volutes souples. Les dernières travées, à gauche et à droite, sont ouvertes au rez-de-chaussée par les passages vers la cour de l'école de garçons à gauche, et de l'école de filles à droite. Ils sont surmontés à l'étage de bas-relief représentant des jeux d'enfants, et d'une large fenêtre. L'élévation est surmontée d'une large corniche en béton et d'un attique[3],[4].

### Immeubles et maisons
- no  10 : maison toulousaine.
La maison toulousaine, construite dans la deuxième moitié du XIXe siècle, s'élève parallèlement, mais en fort retrait par rapport à la rue Louis-Plana. Elle est bâtie en brique claire. Le rez-de-chaussée, est percé d'ouvertures rectangulaire. Il est séparé du niveau de comble par un cordon mouluré[5].

- no  25 : maison toulousaine (premier quart du XXe siècle)[6].
- no  33 : maison toulousaine.
- no  57 : ferme (deuxième moitié du XIXe siècle)[7].

- no  80 : maison.
En 1933, une chapelle de secours, placée sous le vocable de saint Vincent de Paul, est construite pour desservir les habitants de la Juncasse et de Soupetard. En 1947, elle est constituée en église paroissiale, mais entre 1963 et 1965, une nouvelle église est construite sur les plans de l'architecte Robert Armandary, le long du chemin de Hérédia (actuel no 56)[8]. En 2020, la chapelle est désaffectée et transformée en maison.

- no  111 : résidence Plana Verde.
La résidence Plana Verde est construite entre par l'agence toulousaine Letellier Architectes. L'édifice, qui se compose de plusieurs corps de bâtiment et s'élève sur cinq étages, compte 40 logements. Les appartements les plus spacieux ont des balcons dont les garde-corps sont végétalisés.

- no  119-119 bis : maison toulousaine (deuxième moitié du XIXe siècle)[9].
- no  127 bis : maison toulousaine.
- no  130 : maison toulousaine (premier quart du XXe siècle)[10].
- no  134 : maison.
- no  136 : maison toulousaine (deuxième moitié du XIXe siècle)[11].
- no  152 : maison toulousaine (premier quart du XXe siècle)[12].
- no  154 : maison toulousaine (deuxième moitié du XIXe siècle)[13].
- no  164 : maison toulousaine (deuxième moitié du XIXe siècle)[14].

### Parcs et jardins
- boulodrome Paul-Vissus.
- no  44 : jardin de la Butte « Au bonheur des Ortalièrs ».